# Гонконг 1941
«Гонконг 1941» (иер. трад. 等待黎明, кант.-рус.: Тан той лай мин, англ. Hong Kong 1941) — гонконгская военная драма 1984 года, снятая режиссёром Лён Пхоучи по сценарию Джона Чаня. В главных ролях заняты Чоу Юньфат, Сесилия Ип и Алекс Мань. Актёрская игра Чоу Юньфата и операторская работа Брайана Лая были отмечены призами кинофестиваля «Золотая лошадь» и Гонконгской кинопремии соответственно.

## Сюжет
Вон Хаккён и Ип Кимфэй работают кули на рисовом складе Ха Чунсана. Хаккён и дочь хозяина склада, Юкнам, выросли вместе и влюблены друг в друга. Однажды Хаккён помогает незнакомцу и знакомится с Сёем. Между тем Япония готовится вторгнуться в Гонконг. Хозяин склада хочет закупить рис по более высоким ценам, поэтому увольняет всех рабочих. Хаккён ссорится с офицером полиции Фа Вином. Он прячется у Сёя, и оба становятся друзьями. Накануне вторжения иностранной армии в городе начинается хаос. Фа Вин, пользуясь сложившимися обстоятельствами, насилует Юкнам. Наблюдая за тем, как город утопает в беспорядках, Хаккён и Кимфэй подавлены и озлоблены. С приходом японских оккупантов Кимфэй притворяется, что работает на японцев, но на самом деле помогает китайцам. Хаккёна ловят сотрудничающие с оккупантами китайцы. Кимфэй отправляется спасать друга из плена и убивает китайского предателя. Японский офицер требует от Чунсана выдать замуж его дочь, но получает отказ. Японец сталкивается с Кимфэем и хочет его убить, но в итоге погибает сам. Хаккён, Юкнам и Кимфэй при поддержке Сёя садятся на лодку и пытаются покинуть Гонконг. Однако их обнаруживает и останавливает японская береговая охрана. Кимфэй прячет взрывчатку под рубашкой и переходит на японскую лодку, где вступает в схватку с японцами. Хаккён и Юкнам видят, как их друг взрывает вражеское судно, жертвуя собой и спасая остальных.

## Исполнители ролей
- Чоу Юньфат — Ип Кимфэй
- Сесилия Ип — Ха Юкнам
- Алекс Мань[англ.] — Вон Хаккён
- У Ма[англ.] — Лиу Яньмау
- Ку Фэн — Сёй Атай
- Пол Чхёнь[англ.] — Фа Вин
- Сэк Кинь — Ха Чунсан
- Хонь Исан[кит.] — Моу Сайкау
- Анджела Юй Цянь[англ.] — тринадцатая сестра

## Кассовые сборы
В кинотеатральном прокате Гонконга картина собрала 7 223 400 гонконгских долларов за 15 дней показов в период с 1 по 15 ноября 1984 года.

## Номинации и награды
| Год  | Кинопремия                          | Категория                           | Лауреат / претендент | Результат |
| ---- | ----------------------------------- | ----------------------------------- | -------------------- | --------- |
| 1985 | 4-я Гонконгская кинопремия          | «Лучший фильм»                      | «Гонконг 1941»       | Номинация |
| 1985 | 4-я Гонконгская кинопремия          | «Лучшая режиссура»                  | Лён Пхоучи           | Номинация |
| 1985 | 4-я Гонконгская кинопремия          | «Лучший сценарий»                   | Джон Чань            | Номинация |
| 1985 | 4-я Гонконгская кинопремия          | «Лучшая мужская роль»               | Чоу Юньфат           | Номинация |
| 1985 | 4-я Гонконгская кинопремия          | «Лучшая женская роль»               | Сесилия Ип           | Номинация |
| 1985 | 4-я Гонконгская кинопремия          | «Лучшая женская роль второго плана» | Анджела Юй Цянь      | Номинация |
| 1985 | 4-я Гонконгская кинопремия          | «Лучшая операторская работа»        | Брайан Лай           | Победа    |
| 1985 | 4-я Гонконгская кинопремия          | «Лучшая киномонтажная работа»       | Питер Чён            | Номинация |
| 1985 | 22-й кинофестиваль «Золотая лошадь» | «Лучшая мужская роль»               | Чоу Юньфат           | Победа    |
| 1985 | 22-й кинофестиваль «Золотая лошадь» | «Лучшая мужская роль»               | Алекс Мань           | Номинация |